# Gerald Ouellette
Gerald Raymond Ouellette (Windsor, 14 agosto 1934 – Windsor, 25 giugno 1975) è stato un tiratore a segno canadese.

## Palmarès

### Olimpiadi
- 1 medaglia:
  - 1 oro (Melbourne 1956 nella carabina 50 metri a terra)